# Kościół św. Floriana w Święcku
Kościół św. Floriana w Święcku – zabytkowy kościół we wsi Święcko.
Kościół filialny parafii w Bożkowie wybudowany w  1794.